# Augusta Lönborg
Augusta Charlotta Lönborg, född Nordberg den 11 maj 1862 i Mariestads församling, Skaraborgs län, död den 1 november 1900 i Uppsala domkyrkoförsamling , Uppsala,, var en svensk diktare och sångförfattare.
Enligt födelseboken var hon oäkta dotter till pigan Gustava Carlsdotter. Hon avlade folkskollärarexamen vid Skara seminarium och arbetade sedan i Strängnäs innan hon fick anställning vid Prins Gustafs folkskola i Uppsala. År 1897 gifte hon sig med docenten Sven Lönborg.
Under signaturen Aster skrev hon dikter bland annat för söndagsskoletidningen Barnavännen, och efter hennes död gavs en del av dem ut i samlingen Convolvler (1901). Hon är bland annat känd för sången/psalmen Långt bortom rymder vida, nr 212 i Den svenska psalmboken 1986.

## Sånger[4]
- Det spirar ur jord i Svensk söndagsskolsångbok 1908 nr 296 under rubriken "Festsånger". Finns på Wikisource.
- Högtidsstund för alla kär i Svensk söndagsskolsångbok 1908 nr 94 Finns på Wikisource.
- Långt bortom rymder vida Finns på Wikisource.
- Nu vaknar solen i östersky i Svensk söndagsskolsångbok 1908 nr 269. Finns på Wikisource.